# Arbeitszeit
Arbeitszeit ist im Arbeitsrecht der Zeitraum, in welchem ein Arbeitnehmer seiner Arbeitspflicht nachkommen muss, wobei Arbeitspausen meist nicht mitzählen. Für Selbständige ohne vertraglich festgelegte Arbeitszeit ist Arbeitszeit der Zeitraum, den sie an ihrer Arbeitsstätte zum Zwecke der Erwerbstätigkeit verbringen. Komplementärbegriff ist die Freizeit.

## Allgemeines
Die Arbeitszeit wird nicht ausschließlich mit der Arbeitsleistung des Arbeitnehmers ausgefüllt, sondern sie beinhaltet auch gesetzliche oder tarifvertragliche Zeiträume, in denen die Arbeitspflicht ruht. Dazu gehören vor allem die Arbeitspausen. Nicht zur Arbeitszeit gehört der Arbeitsweg. Er ist jedoch auch nicht Teil der Freizeit, sondern er zählt zur Obligationszeit, in der außerdem „Aktivitäten wie Haushalts- und Reparaturarbeiten, Behördengänge…“ erledigt werden. Die Umkleidezeit (siehe Umkleide- und Rüstzeit) ist dagegen für maximal 27 Minuten pro Arbeitstag Arbeitszeit, wenn die vorgeschriebene Arbeitskleidung in einem Umkleideraum an- und abzulegen ist. Der Arbeitsunfall geschieht versicherungsrechtlich während der Arbeitszeit (§ 8 SGB VII), wobei auch der Wegeunfall dem Arbeitsunfall gleichgestellt ist (§ 8 Abs. 2 Nr. 1 SGB VII). Weisungsgebunden ist, wer nicht im Wesentlichen frei seine Tätigkeit gestalten und seine Arbeitszeit bestimmen kann (§ 611a BGB).

## Geschichte der Arbeitszeit
In vorindustrieller Zeit, in der die Mehrheit der Bevölkerung in der Landwirtschaft arbeitete, richtete sich die Arbeitszeit nach natürlichen Grenzen wie etwa der Tageslänge, im Sommer wurde länger gearbeitet als im Winter. Mit der Industrialisierung kam nicht nur künstliche Beleuchtung durch Gas oder Elektrizität auf, sondern auch das Bestreben, die Betriebszeit kapitalintensiver Maschinen möglichst rund um die Uhr auszudehnen. Da gleichzeitig keine gesetzlichen und tariflichen Schranken galten und die Löhne durch einen Angebotsüberhang an Arbeitskraft sehr gering waren, führte dies zu fast unbegrenzten Arbeitstagen von 16 Stunden und mehr. Alkoholismus, eine Verelendung breiter Bevölkerungsschichten und eine verkürzte Lebenserwartung der Arbeiterschaft waren die Folge. Eine der ersten Forderungen der Arbeiterbewegung war dementsprechend die Begrenzung der Arbeitszeit, die in vielen Industrieländern am Ende des 19. Jahrhunderts durchgesetzt wurde. Mit der Einführung des Achtstundentags gehörte die Degussa 1884 international zu den Spitzenreitern.

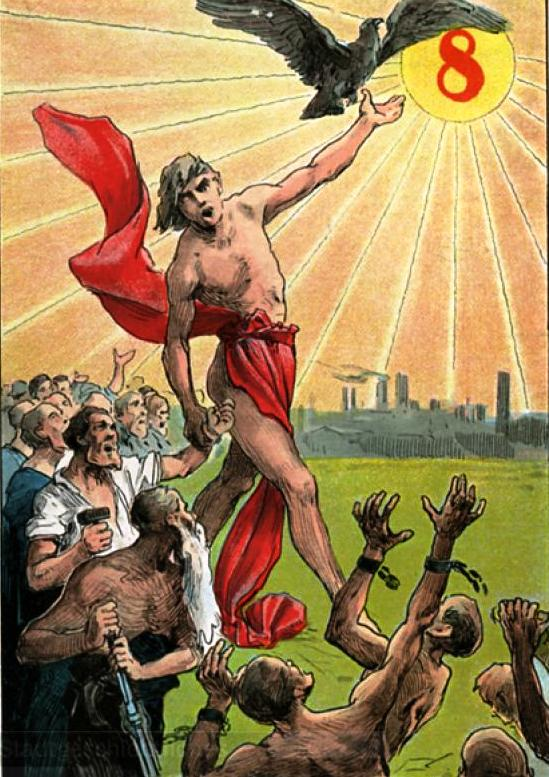
Postkarte zum Kampf um den 8-Stunden-Tag (erschienen 1901-1910)

Im Jahre 1900 wurde der 10-Stunden-Arbeitstag (in einer Sechs-Tage-Woche) im Deutschen Reich zum Gesetz. Weltweit wurden dann in vielen Ländern wie in Deutschland oder den USA um 1918 der Acht-Stunden-Arbeitstag in nationalen Gesetzen geregelt. Der durch Frederick Winslow Taylor 1911 begründete Taylorismus betrachtete die Arbeitszeit im arbeitswissenschaftlichen Sinn, wobei es ihm auf optimale Pausengestaltung im Sinne der Arbeitskurve zwecks Erholungsbedarf ankam, um den besten Weg (englisch one best way) zu erreichen. Dazu teilte Taylor die einzelnen Arbeitsvorgänge in genau geregelte Ablaufabschnitte, so dass er Vorschriften für die Arbeitszeit einführen konnte. Der nach ihm benannte Taylorismus zielte darauf ab, aus dem Arbeiter bei gegebener Arbeitszeit die größtmögliche Arbeitsleistung herauszuholen.
1955/56 wurde in der Bundesrepublik die Fünf-Tage-Woche schrittweise realisiert. Im Jahr 1965 folgte die 40-Stunden-Woche. In der DDR wurde die Fünf-Tage-Woche per Gesetz vom 9. April 1966 zunächst für jede zweite Woche festgesetzt; durch den Ministerratsbeschluss vom 3. Mai 1967 galt sie dann ab dem August 1967 durchgehend für jede Woche. Dafür wurden einige (vornehmlich christliche) Feiertage abgeschafft.
In der sich wandelnden Bundesrepublik einigten sich 1990 die Tarifparteien in der Metall-, Elektro und Druckindustrie auf eine schrittweise Einführung der 35-Stunden-Woche bis 1995. Schon vor Ende der 1990er Jahre, aber vor allem in den 2000er und 2010er Jahren, wurden die Arbeitszeitverkürzungen vielerorts zurückgenommen. Nach und nach wurden die 38,5-Wochenstunden für Beamte auf ausnahmsweise bis zu 42 Stunden die Woche verlängert.

## Arbeitspausen
Unter Arbeitspausen werden verschiedene Begriffe subsumiert:
- Ruhezeit: Arbeitsfreie Zeit zwischen den einzelnen Arbeitstagen. Ruhezeiten sind im Arbeitsstudium Zeiten, während derer eine arbeitsbereite Arbeitskraft zweckfremd und nicht für eine Arbeitsaufgabe tätig ist. Sie zählen zur Arbeitszeit.
- Ruhepause ist die Arbeitspause im engeren Sinn: gesetzlich festgelegte Pausen innerhalb eines Arbeitstages, die in der Regel nicht zur Arbeitszeit zählen. Neben der Erholung sind sie v. a. zur Einnahme einer Mahlzeit in geeigneter Umgebung und der Aufnahme sozialer Kontakte gedacht. Die Arbeit soll jedoch so gestaltet sein, dass eine Erholung nicht notwendig wird (siehe Arbeitsstrukturierung).
- Kurzpause ist eine Arbeitsunterbrechung, die kürzer als 15 Minuten dauert.
- Erholungszeit: Zeit, die für eine Erholung nach einer Arbeit mit einer Arbeitsbelastung über der Dauerleistungsgrenze gewährt wird (siehe: Ablaufart). Sie ist Arbeitszeit und wird sinnvollerweise unmittelbar nach der Belastung gewährt.

Die Ruhezeit beträgt in Deutschland nach § 5 Abs. 1 ArbZG ununterbrochen mindestens elf Stunden. Für fliegendes Personal ist gemäß § 2 Abs. 8 2. DV LuftBO eine zusammenhängende Ruhezeit von mindestens zehn Stunden vorgesehen, während der ein Besatzungsmitglied von Dienstleistungen jeglicher Art befreit ist. Nach Beendigung der täglichen Arbeitszeit dürfen Jugendliche gemäß § 13 JArbSchG nicht vor Ablauf einer ununterbrochenen Freizeit von mindestens 12 Stunden beschäftigt werden.

## Schichtarbeit
Schichtarbeit besteht darin, dass mehrere Arbeitnehmer zu unterschiedlichen Zeiten am gleichen Arbeitsplatz oder an der gleichen Arbeitsaufgabe arbeiten (z. B. Frühdienst oder Nachtdienst) oder Personal zu sehr ungewöhnlichen Zeiten arbeitet (z. B. in der Nacht). Sie führt zu erhöhter physischer und psychosozialer Arbeitsbelastung und bringt auch höhere Fehler- und Unfallrisiken mit sich. Die Verbreitung von Schichtarbeit ist von Land zu Land sehr unterschiedlich, nimmt in der letzten Zeit aber zu.

## Fahrten zur Arbeitsstelle
Mit der – eigennützigen – Zurücklegung des Wegs von der Wohnung zur Arbeitsstelle und zurück erbringt der Arbeitnehmer grundsätzlich keine Arbeit für den Arbeitgeber. Anders ist es jedoch bei einer Einsatzwechseltätigkeit, bei der das Fahren zur auswärtigen Arbeitsstelle zu den arbeitsvertraglichen Hauptleistungspflichten und damit zu den vergütungspflichtigen „versprochenen Diensten“ im Sinne des § 611 Abs. 1 BGB gehört.

## Mitbestimmung (Deutschland)
In Betrieben mit Betriebsrat hat diese Mitarbeitervertretung über den Beginn und das Ende der täglichen Arbeitszeit einschließlich der Pausen und der Verteilung der Arbeitszeit auf mehrere Wochentage mitzubestimmen (§ 87 Abs. 1 Nr. 2 BetrVG). Mitbestimmung gilt auch für die vorübergehende Verkürzung und Verlängerung der Arbeitszeit (§ 87 Abs. 1 Nr. 3 BetrVG). Der Betriebsrat übt seine Mitbestimmung bei der Arbeitszeit auch unter Berücksichtigung des Arbeitsschutzes aus (so verweis von § 5 Abs. 3 Nr. 4 ArbSchG auf § 87 Abs. 1 Nr. 7 BetrVG). Vergleichbares gilt im öffentlichen Dienst bez. der Beteiligungsrechte des Personalrates.

## Flexibilisierung der Arbeitszeit
Zusätzlich wird auch immer wieder über Arbeitszeitflexibilisierungen diskutiert, die vom Modell der Regelarbeitszeit abweichen. Damit sind verschiedene Arbeitszeitmodelle gemeint wie Jahresarbeitszeit, Arbeitszeitkonten, Gleitzeit, Vertrauensarbeitszeit, Teilzeitarbeit, Arbeitsplatzteilung, Lebensarbeitszeitkonto, Modulare Arbeitszeit, Telearbeit, Zeitautonome Arbeitsgruppen, Arbeit auf Abruf, Individuelle Arbeitszeit und Sabbatical.
Bei der Berechnung des Entgeltes werden unterschiedliche Modelle zu Grunde gelegt. Es gibt Arbeitsverhältnisse, in denen nur die jeweiligen Arbeitsstunden entgolten werden und andere, bei denen eine feste monatliche Grundvergütung ungeachtet der von der Anzahl der Arbeitstage abhängigen Anwesenheitszeit gezahlt wird. Insgesamt gesehen, erleichtert eine geringere tatsächliche Wochenarbeitszeit die Flexibilisierung erheblich, da auf mehr Freizeiträume zurückgegriffen werden kann. Die gesundheitlichen und sozialen Auswirkungen hängen sehr stark von den konkreten Vereinbarungen (zum Beispiel Ankündigungsfristen von Veränderungen), vom Umfeld (zum Beispiel Verkehr, Kinderbetreuung) und davon ab, ob Beschäftigte selbst relevanten Einfluss auf die Festlegung der Zeiten haben.
Die konkreten Formen und die Verbreitung flexibler Arbeitszeitmodelle unterscheiden sich sehr stark von Land zu Land.
Die atmende Fabrik bezeichnet in diesem Zusammenhang ein flexibles, produktionsorientiertes Unternehmen, das eine gute Reaktionsfähigkeit gegenüber der Auftragslage aufweist. So ist es einem solchen Unternehmen möglich, durch flexible Arbeitsverträge bei einer hohen Nachfrage mehr zu produzieren, im anderen Fall weniger. Erreicht wird das beispielsweise durch zusätzliche Schichten oder Arbeit an Sonn- und Feiertagen. Typisch ist das in der Computerindustrie oder generell in der Montage elektronischer Konsumprodukte.
Ein volles Wochenende (Samstag und Sonntag) im Kreise der Familie ist heute für viele Beschäftigte in Deutschland immer weniger möglich. Gut 45 Prozent von ihnen arbeiteten 2008 zumindest gelegentlich wie an anderen Werktagen.

## Unbezahlte Arbeitszeit (Deutschland)
Ein Teil der Arbeitszeit wird weder monetär noch durch entsprechenden Freizeitausgleich vergütet. In einem Bericht der Friedrich-Ebert-Stiftung wird hervorgehoben, dass unbezahlte Mehrarbeit in mehr als 20 % der Betriebe mit Betriebsrat stattfindet und in jedem dritten Betrieb mit Arbeitszeitkonten Teile der angesammelten Zeitguthaben verfallen. Das Gesamtausmaß solcher unbezahlten Arbeitszeit lässt sich dem Bericht zufolge bislang nicht quantifizieren und ist in Arbeitszeitstatistiken unzureichend erfasst.

Wöchentliche Arbeitsstunden

Die Forscher Michael Huberman und Chris Minns veröffentlichten Schätzungen der wöchentlichen Arbeitszeit bis zurück ins späte 19. Jahrhundert. Die Daten – dargestellt im Diagramm – zeigen, wie die Arbeitsstunden in den Ländern Deutschland, Schweiz, Vereinigtes Königreich, Vereinigte Staaten und Kanada gefallen sind. Vollzeitkräfte arbeiten heute 20 oder sogar 30 Wochenstunden weniger als im 19. Jahrhundert.
Verschiedene Autoren weisen darauf hin, dass eine Arbeitszeitverkürzung nicht mit einem Rückgang der Produktion verbunden sein muss. So hieß es z. B. im Jahr 2002: „Tatsache ist, dass sich das Arbeitsvolumen, das heißt, die Zahl der effektiv geleisteten Arbeitsstunden pro Kopf der Bevölkerung von 1900 bis zum Jahr 2000 recht genau halbiert hat. … Richtig ist, dass heute – jedoch aufgrund des Produktivitäts-Fortschritts – pro Kopf der Bevölkerung die sechsfache Menge an Gütern und Dienstleistungen erwirtschaftet wird wie vor 100 Jahren“.
Im Vergleich des gesamtdeutschen Arbeitsmarkts von 2008 mit dem der Bundesrepublik (ohne DDR) von 1960 hat das Arbeitsvolumen nur um 2,7 % zugenommen, zugleich ist aber das Potenzial der Erwerbspersonen um 69 % von 26,3 Millionen auf 44,4 Millionen Personen gewachsen.

## Bewertung von Arbeitszeitänderungen
Ob Arbeitszeitverkürzungen oder Arbeitszeitverlängerungen für Normalarbeitskräfte (d. h. Vollzeiterwerbstätige) sinnvoll sind, ist seit jeher umstritten. Die Veränderungen der gesellschaftlich üblichen Arbeitszeit verändert das Angebot an Arbeitskräften. Ein sinkendes Angebot stärkt die Gewerkschaftsseite bei Tarifvertragsverhandlungen, ein steigendes die der Arbeitgeber. Entsprechend befürworten Gewerkschaften überwiegend Arbeitszeitverkürzungen, von Arbeitgeberseite wird hingegen ein Anstieg der Arbeitszeit als sinnvoll angesehen.
Die Frage nach einer optimalen Arbeitszeit ist ebenso strittig. Die Neoklassische Theorie argumentiert: Je länger die Arbeitszeit, umso höher ist die erzeugte Menge an Waren und Dienstleistungen und damit der Arbeitslohn. Mit steigender Arbeitszeit nimmt das Arbeitsleid zu. Eine optimale Arbeitszeit ist daher die Arbeitszeit, in der der Grenznutzen des höheren Lohns dem Grenzschaden des zusätzlichen Arbeitsleides entspricht. Dies erklärt auch zum Teil die Reduzierung von Arbeitszeit in der Vergangenheit: Vielen Menschen ist frei verfügbare Zeit mehr wert als zusätzliches Einkommen.
In diesem Kontext werden auch gesundheitliche Aspekte diskutiert. Überlange Arbeitszeiten sind eine Quelle gesundheitlicher Belastung. Ein Indiz hierfür ist die Korrelation zwischen verkürzten Arbeitszeiten und längerer Lebenserwartung. Mit einer längeren Arbeitszeit können Überlastung und Überforderung der Beschäftigten einhergehen. In der Folge können sich z. B. die Fehlzeiten aufgrund psychischer Erkrankung (Burnout-Syndrom) erhöhen. Der Zusammenhang zwischen steigenden Anforderungen am Arbeitsplatz, wachsendem Stress, zunehmendem Konkurrenzdruck und Erkrankungen ist evident. Arbeitszeiten von mehr als 8 Stunden, Arbeit in der Nacht oder viele Tage in Folge sowie wenig Pausen bzw. verkürzte Ruhezeiten erhöhen des Unfallrisiko.
Das Thema ist auch Teil der Wachstumskritik. Teile der wachstumskritischen Bewegung fordern ein Umdenken beim Thema Arbeitszeit und eine Abkehr vom einseitig ökonomistisch geprägten Denken, wonach die Menschen „leben, um zu arbeiten, arbeiten, um zu verdienen und verdienen, um zu konsumieren“. Arbeit und Leben müssten miteinander in Balance gebracht werden. Das Dogma der 40-Stunden-und-mehr-Woche sei überholt. Es stamme aus dem industriellen Zeitalter.
Die Debatte um die richtige Arbeitszeit behandelt auch die Frage der Work-Life-Balance. Kürzere Arbeitszeiten ermöglichten es den Menschen, sich intensiver ihren Beziehungen zu widmen. Sie erlaubten mehr Raum für Muße, um das Leben zu genießen. Zudem helfe eine kürzere Wochenarbeitszeit, mit kostbaren Ressourcen sorgsamer umzugehen und sich umweltbewusster zu verhalten.
Daneben wird die Frage der Arbeitszeit im Zusammenhang mit der Volkswirtschaftlichen Gesamtrechnung diskutiert. Während eine längere Arbeitszeit zu einer Erhöhung des Bruttoinlandsproduktes führt, soll eine Arbeitszeitverkürzung – bei gleichbleibender Produktivität – nach Ansicht einiger Forscher dazu führen, soziale Ungleichheit in der Gesellschaft zu verringern. Erwerbslose könnten demnach besser in den Arbeitsmarkt integriert werden, da die Arbeit auf eine größere Anzahl von Beschäftigten verteilt werden müsste. Ferner ermögliche sie eine gerechtere Arbeitsteilung unter den Geschlechtern. Männern wie Frauen bliebe mehr Zeit für volkswirtschaftlich relevante, jedoch unbezahlte Arbeit in der Familie (Haushalt, Kinder-Erziehung, Pflege der Eltern) oder ehrenamtliches Engagement für die Gesellschaft.

## Arbeitszeiterfassung

### Rechtslage
Nach dem Urteil des Europäischen Gerichtshofs vom 14. Mai 2019 ist die Einrichtung eines Systems erforderlich, mit dem die von jedem Arbeitnehmer geleistete tägliche Arbeitszeit gemessen werden kann, um die tatsächliche Einhaltung der wöchentlichen Höchstarbeitszeit sowie der täglichen und wöchentlichen Mindestruhezeiten sicherzustellen. Dies ergebe sich durch Auslegung sowohl der Arbeitsschutz- als auch der Arbeitszeit-Richtlinie und dem Grundrecht auf gerechte und angemessene Arbeitsbedingungen gem. Art. 31 Abs. 2 der EU-Grundrechtecharta. Ohne ein solches System könne weder die Zahl der vom Arbeitnehmer tatsächlich geleisteten Arbeitsstunden sowie ihre zeitliche Lage noch die über die gewöhnliche Arbeitszeit hinausgehende, als Überstunden geleistete Arbeitszeit objektiv und verlässlich ermittelt werden.
Die EuGH-Entscheidung wird in der Literatur überwiegend als Gestaltungsauftrag an den Gesetzgeber verstanden.
Die Arbeitgeber in Deutschland sind gem. § 16 Abs. 2 ArbZG nur verpflichtet, die über die werktägliche Arbeitszeit hinausgehende Arbeitszeit der Arbeitnehmer (also Überstunden und Mehrarbeit sowie Sonn- und Feiertagsarbeit) zu erfassen. Ein Verstoß gegen diese Dokumentationspflicht kann als Ordnungswidrigkeit mit einer Geldbuße bis zu dreißigtausend Euro geahndet werden (§ 22 Abs. 1 Nr. 9 ArbZG). Darüber hinaus kann die Behörden den durch einen Verstoß gegen das ArbZG erlangten wirtschaftlichen Vorteil seit dem 1. Juli 2017 nach dem Gesetz zur Reform der strafrechtlichen Vermögensabschöpfung abschöpfen (§ 29a OWiG).
In der Praxis beauftragen manche Arbeitgeber ihre Mitarbeiter mit der Erfüllung dieser Aufzeichnungspflicht. Die Zulässigkeit dieser „Selbstaufschreibung“ ist rechtlich umstritten. Eine darüber hinausgehende Verpflichtung zur Aufzeichnung der Arbeitszeit findet sich, außer für die in § 17 MiLoG erfassten Wirtschaftsbereiche, im deutschen Recht bislang nicht. Eine Pflicht zur Aufzeichnung von Beginn, Ende und Dauer der täglichen Arbeitszeit gilt danach nur für die Arbeitgeber von geringfügig Beschäftigten und von Arbeitnehmern der in § 2a des Schwarzarbeitsbekämpfungsgesetzes genannten Wirtschaftsbereiche.
In einer Entscheidung vom 20. Februar 2020 hat das Arbeitsgericht Emden aus dem EuGH-Urteil nunmehr eine unmittelbare Verpflichtung des Arbeitgebers zur Einführung eines Zeiterfassungssystems hergeleitet.
Das Bundesministerium für Arbeit und Soziales hat ein Rechtsgutachten zum Umsetzungsbedarf in Nachfolge des EuGH-Urteils vom 14. Mai 2019 in Auftrag gegeben, das eine entsprechende Änderung des § 16 ArbZG vorschlägt.
Besondere Vorschriften zur Erfassung von Lenk- und Ruhezeiten sowie Fahrtunterbrechungen gelten für Kraftfahrer im Straßengüter- und ‐personenverkehr.
Beschäftigte, deren Arbeitszeit erfasst wird, berichten deutlich seltener über zeitliche Entgrenzung. Zudem verfügen sie über eine größere zeitliche Flexibilität. Zu diesen Ergebnissen kommt eine Auswertung der BAuA-Arbeitszeitbefragung, die die Bundesanstalt für Arbeitsschutz und Arbeitsmedizin (BAuA) als baua: Fokus „Arbeitszeiterfassung und Flexibilität – Ergebnisse der BAuA-Arbeitszeitbefragung 2019“ im Oktober 2021 veröffentlicht hat. Darin wird erstmals die Verbreitung, die Varianten und die Auswirkungen einer systematischen Arbeitszeiterfassung für Deutschland beschrieben. Dazu wurden die Daten von rund 8.400 abhängig Beschäftigten im Alter von 18 bis 65 Jahren ausgewertet.
Die Analyse zeige, dass bei der Mehrheit der Beschäftigten die Arbeitszeiten bereits betrieblich oder durch eine Selbstaufzeichnung erfasst würden; bei der Arbeit im Homeoffice oder in der Telearbeit jedoch deutlich seltener (80 Prozent im Betrieb, 66 Prozent bei der Arbeit von zuhause). Beschäftigte, deren Arbeitszeit nicht erfasst wird, berichten häufiger über zeitliche Entgrenzung, die sich beispielsweise in überlangen Arbeitszeiten, Pausenausfall oder fehlenden Ruhezeiten zeigen kann. Zeitliche Entgrenzung wirkt sich jedoch negativ auf Wohlbefinden und Gesundheit aus.
Insbesondere Beschäftigte, die von zuhause aus arbeiteten, arbeiteten häufig länger, wenn ihre Arbeitszeit nicht erfasst werde, so die Befragungsergebnisse. Gerade in diesen Fällen komme der Arbeitszeiterfassung eine besondere Bedeutung zu.
Betriebsräte in Unternehmen können auf eine elektronische Arbeitszeiterfassung pochen. Das hat das Bundesarbeitsgericht in Erfurt in einem Grundsatzurteil im September 2022 entschieden. Die Pflicht von Arbeitgebern zur systematischen Erfassung der Arbeitszeiten ihrer Beschäftigten begründete das Gericht mit der Auslegung des deutschen Arbeitsschutzgesetzes nach dem sogenannten Stechuhr-Urteil des Europäischen Gerichtshofs (EuGH).

### Arbeitszeitbetrug
Ein Arbeitszeitbetrug liegt vor, wenn Falschangaben bei der Zeiterfassung der Arbeitsleistung gemacht werden. Dabei kann sowohl der Arbeitnehmer mehr Stunden angeben als er tatsächlich gearbeitet hat als auch der Arbeitgeber weniger Stunden vergüten als der Arbeitnehmer tatsächlich gearbeitet hat.
Der vorsätzliche Verstoß eines Arbeitnehmers gegen seine Verpflichtung, die abgeleistete, vom Arbeitgeber nur schwer zu kontrollierende Arbeitszeit korrekt zu dokumentieren, stellt nach der Rechtsprechung des Bundesarbeitsgerichts einen wichtigen Grund zur außerordentlichen Kündigung im Sinne von § 626 Abs. 1 BGB dar. Dies gilt für den vorsätzlichen Missbrauch einer Stempeluhr ebenso wie für das wissentliche und vorsätzlich falsche Ausstellen entsprechender Formulare. Dabei kommt es nicht entscheidend auf die strafrechtliche Würdigung an, sondern auf den mit der Pflichtverletzung verbundenen schweren Vertrauensbruch. Der Arbeitgeber muss auf eine korrekte Dokumentation der Arbeitszeit seiner Arbeitnehmer vertrauen können. Überträgt er den Nachweis der geleisteten Arbeitszeit den Arbeitnehmern selbst und füllt ein Arbeitnehmer die dafür zur Verfügung gestellten Formulare wissentlich und vorsätzlich falsch aus, so stellt dies in aller Regel einen schweren Vertrauensmissbrauch dar. Der Arbeitnehmer verletzt damit in erheblicher Weise seine Pflicht zur Rücksichtnahme gegenüber dem Arbeitgeber. Bei der Abwägung aller relevanten Umstände und beiderseitigen Interessen beurteilt sich das Verschulden des Arbeitnehmers nach § 276 BGB, nicht nach den Strafzumessungskriterien des § 46 Abs. 2 StGB.
Eine fristlose Kündigung rechtfertigt auch eine gemeinschaftlich begangene Manipulation von Arbeitszeiterfassungssystemen, bei der ein Arbeitnehmer das Arbeitsverhältnis eines Kollegen gefährdet, indem er diesen dazu verleitet hat, für ihn die Arbeitszeit in der Stempeluhr falsch zu erfassen.
Ungeachtet der Kündigungsmöglichkeit kann der Arbeitgeber auch eine Strafanzeige wegen Betrugs erstatten (§ 263 StGB).

## Wirtschaftliche Aspekte
Änderungen der Arbeitszeit wirken sich unmittelbar auf die Arbeitskapazität und damit auf die gesamte Kapazität eines Unternehmens aus. Wird die Arbeitszeit verringert, so sinkt zumindest bei limitationalen Produktionsfaktoren auch das Arbeitsvolumen sowie das Absatzvolumen und umgekehrt. Die Personalkosten verändern sich bei einer Veränderung der Arbeitszeit nur dann, wenn Zeitlohn besteht. Wird bei unveränderter Arbeitszeit die Arbeitsintensität verändert, ändert sich auch die Kapazität durch intensitätsmäßige Anpassung. Die Verkürzung der Wochenarbeitszeit kann mittelfristig Mehrarbeit oder eine Erhöhung der Personalkapazität (Einstellung von Personal) zur Folge haben. Auch die Einführung oder Streichung von Feiertagen oder bereits Kalendereffekte (ein Feiertag fällt auf einen Sonntag) wirken sich nicht nur in Unternehmen, sondern auch in der gesamten Volkswirtschaft aus (Veränderung des Bruttoinlandsprodukts).

## International

### EU-Recht
Gemäß Art. 2 Nr. 1 der Richtlinie 2003/88/EG über bestimmte Aspekte der Arbeitszeitgestaltung wird im EU-Recht unter Arbeitszeit jede Zeitspanne verstanden, „während der ein Arbeitnehmer gemäß den einzelstaatlichen Rechtsvorschriften und/oder Gepflogenheiten arbeitet, dem Arbeitgeber zur Verfügung steht und seine Tätigkeit ausübt oder Aufgaben wahrnimmt“. Dies schließt Bereitschaftsdienste ein. Diese EU-Richtlinie gilt als arbeitsrechtliche Rahmenbedingung in allen EU-Mitgliedstaaten.
Nach Art. 31 Abs. 2 Charta der Grundrechte der Europäischen Union haben Arbeitnehmer das Recht auf eine Begrenzung der Höchstarbeitszeit, auf tägliche und wöchentliche Ruhezeiten sowie auf bezahlten Jahresurlaub.

### Internationaler Vergleich von Arbeitszeiten

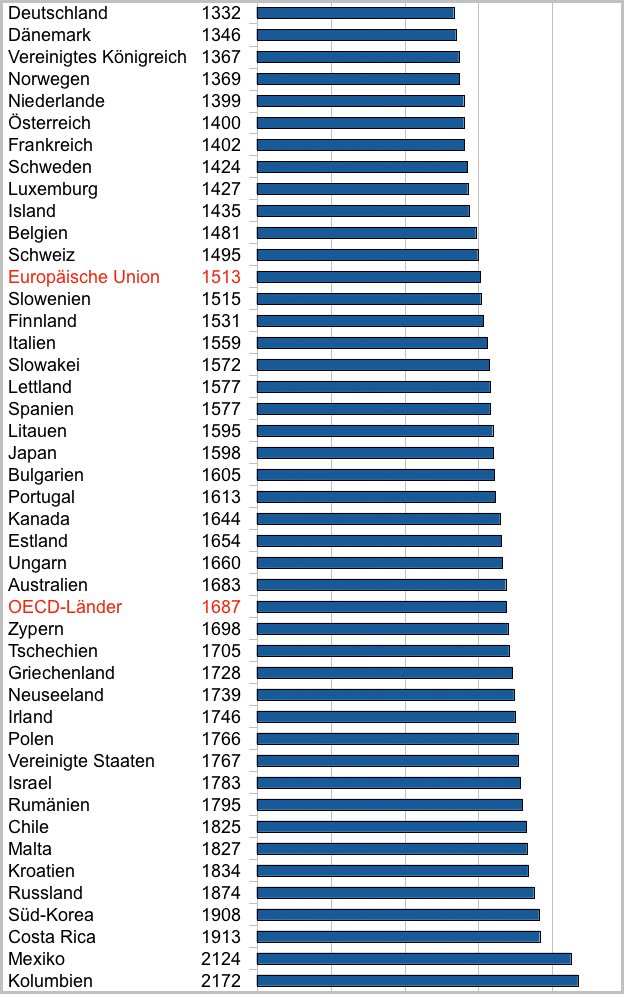
Gewöhnliche Arbeitszeit (Stunden/Jahr) wichtiger OECD-Länder nach IAT 2020

Arbeitszeiten international zu vergleichen ist nicht einfach. Oft wird in den Medien die OECD-Statistik zitiert. Nach dieser betrug in Deutschland 2003 die durchschnittliche Arbeitszeit 1.361 Stunden im Jahr und 2020 1.332 Stunden. Von den 12 alten EG-Ländern arbeitete man nirgends noch weniger. Die OECD weist in ihrer Statistik allerdings selbst darauf hin, dass ein solcher Vergleich über die Länder mit ihren Zahlen unzulässig sei, da die einzelnen Länder in ganz unterschiedlicher Weise die Daten erheben und zum Beispiel auch in unterschiedlichem Umfang Teilzeitarbeit hätten und dies die Statistik verfälsche.
Das Institut für Arbeit und Technik in Gelsenkirchen hat deswegen mit der Gewöhnlichen Jahresarbeitszeit eine Kennzahl entwickelt, der nur abhängige Vollzeitarbeitsverhältnisse zu Grunde liegen und für die nur die tarifliche Arbeitszeit nebst üblichen Überstunden sowie Urlaub und Feiertage berücksichtigt werden.
Bei der Urlaubszeit liegt Deutschland mit 29,1 Tagen im Jahr deutlich über dem EU-Durchschnitt (25,9 Tage). Hingegen entfielen zwischen 2000 und 2002 auf 1000 Arbeitnehmer nur 10 Streiktage. Damit liegt Deutschland in dem Drittel der EU-Länder, in denen am wenigsten gestreikt wird; in Spanien streikten die Arbeitnehmer im selben Zeitraum 489 Tage lang, in Italien 433.
In einer Studie der EU-Behörde zur Verbesserung der Lebens- und Arbeitsbedingungen in Dublin hatte im Jahre 2008 Frankreich mit 38,4 Wochenstunden die im europäischen Vergleich geringste Wochenarbeitszeit. Am längsten arbeiten Rumänen mit 41,8 Stunden, während Deutschland mit einer durchschnittlichen realen Arbeitszeit von 41,2 Stunden im oberen Bereich lag. Zudem sei die tatsächliche Wochenarbeitszeit länger, da viele Beschäftigte Überstunden ableisten oder in Betrieben arbeiten, die keine Tarifbindung haben. Bei diesen Zahlen ist jedoch die Zahl der Urlaubstage nicht berücksichtigt.

### Deutschland
Wichtigste Rechtsgrundlagen sind das Arbeitszeitgesetz (ArbzG) für die Privatwirtschaft sowie die Arbeitszeitverordnung (AZV) für die Normadressaten der Beamten. Sonderregelungen gibt es für die flexible Arbeitszeit und den Zeitausgleich. Die Einhaltung der Regelungen wird von der Gewerbeaufsicht – auch auf Anfrage – überwacht und ist mit Ordnungs- und Strafvorschriften bewehrt (§ 22, § 23 ArbzG).

#### Arbeitszeitgesetz
Das Arbeitszeitgesetz (ArbzG) definiert in § 2 Abs. 1 ArbzG die Arbeitszeit als die Zeit vom Beginn bis zum Ende der Tätigkeiten am Arbeitsplatz ohne die Ruhepausen, wobei im Bergbau unter Tage die Ruhezeiten zur Arbeitszeit zählen. Nachtzeit ist die Zeit von 23:00 bis 06:00 Uhr, in Bäckereien und Konditoreien die Zeit von 22:00 bis 05:00 Uhr (§ 2 Abs. 3 ArbzG). Die Länge der Arbeitszeit wird normalerweise in einem Arbeitsvertrag geregelt. Sie hat meist direkten Einfluss auf die Berechnung des Arbeitsentgelts (Zeitlohn). Eine vertragliche Regelung der Arbeitszeit findet ihre Grenzen jedoch stets im ArbzG. Durch Tarifverträge können engere Grenzen, aber teilweise auch über die Begrenzungen des ArbZG hinausgehende Regelungen (§ 7 ArbZG), vereinbart werden.
Gemäß § 3 ArbzG darf die werktägliche Arbeitszeit der Arbeitnehmer acht Stunden nicht überschreiten; sie kann auf bis zu zehn Stunden nur verlängert werden (Höchstarbeitszeit), wenn innerhalb von sechs Kalendermonaten oder innerhalb von 24 Wochen im Durchschnitt acht Stunden werktäglich nicht überschritten werden. In § 4 ArbzG sind die Ruhepausen geregelt, die mindestens 30 Minuten am Arbeitstag betragen müssen. Die Ruhezeit muss nach § 5 Abs. 1 ArbzG mindestens elf Stunden betragen, wobei eine Verkürzung für bestimmte Wirtschaftszweige gestattet ist. § 6 ArbzG regelt die Nachtarbeit und Schichtarbeit. Sonderregelungen bestehen aufgrund § 7 ArbzG für Arbeitsbereitschaft oder Bereitschaftsdienst. Generell ist gemäß § 9 ArbzG die Sonn- und Feiertagsruhe einzuhalten, doch lässt § 10 ArbzG zahlreiche Ausnahmen zu.
Eine weitere Sonderregelung gilt für minderjährige Arbeitnehmer (§ 18 ArbZG). Jugendliche müssen die im Jugendarbeitsschutzgesetz (JArbSchG) aufgeführten Arbeitszeitbestimmungen einhalten. § 8 schreibt vor, dass sie nicht mehr als acht Stunden am Tag und 40 Stunden pro Woche arbeiten dürfen.

#### Arbeitszeitverordnung
Die Arbeitszeitverordnung (AZV) legt für Beamte die wöchentliche Arbeitszeit auf 41 Stunden fest (§ 3 Abs. 1 AZV), die Höchstarbeitszeit einschließlich der Pausen beträgt gemäß § 4 AZV 13 Stunden, wobei § 5 AZV die mindestens 30-minütigen Ruhepausen nicht zur Arbeitszeit zählt. Zur Arbeitszeit gehören nach § 11 AZV auch die Dienstreisen, wobei allgemein die Reisezeiten nicht zur Arbeitszeit gerechnet werden. Rufbereitschaft oder Bereitschaftsdienst erhielten in § 12 AZV und § 13 AZV Sonderregelungen.

#### Arbeitszeitüberprüfung
Zur Überprüfung der geleisteten Arbeitszeit existieren Methoden, um die Einhaltung dieser gesetzlichen Grundlagen zu überprüfen. Derartige Werkzeuge können auch auf arbeitswissenschaftliche Empfehlung hin prüfen. Grundsätzlich müssen die Anforderungen aus dem Arbeitszeitgesetz ex ante erfüllt werden, während eine ex post Überprüfung lediglich als nachträgliche Analyse dienen kann.

### Arbeitszeit in der Schweiz
In der Schweiz gehören die Arbeitszeiten traditionell zu den höchsten Europas. Die 40-Stunden-Woche wurde etwa in der Maschinen- und Uhrenindustrie erst mit dem Friedensabkommen von 1993 eingeführt. Im Jahr 2009 betrug der statistische Arbeitszeit-Durchschnitt der letzten vier Jahre 41,7 Stunden.

### Arbeitszeit in Österreich
In Österreich bildet das Arbeitszeitgesetz den rechtlichen Rahmen für die Bestimmung der Arbeitszeit der meisten Arbeitnehmer. Das Arbeitszeitgesetz definiert die Arbeitszeit als die Zeit vom Beginn bis zum Ende der Arbeit ohne die Ruhepausen. Es legt die tägliche und wöchentliche Normalarbeitszeit (40 Stunden pro Woche, 8 Stunden am Arbeitstag), mit zahlreichen Varianten, und die Höchstgrenzen der Arbeitszeit fest. Die Differenz zwischen der zulässigen Höchstarbeitszeit und der Normalarbeitszeit bilden Mehrarbeits- und Überstunden. Die Wochenendruhe beträgt mindestens 36 Stunden, muss am Samstag spätestens um 13 Uhr beginnen und umfasst den Sonntag.

## Berechnung von Arbeitszeiten, Gehalt und Stundenlohn
Die monatliche Arbeitszeit entspricht rechnerisch im Durchschnitt dem 4,33-fachen der Wochenarbeitszeit (52 Wochen / 12 Monate).
Die Lohnsteuerrichtlinie (LStR) R 3b „Steuerfreiheit der Zuschläge für Sonntags-, Feiertags- oder Nachtarbeit“ legt in Abs. 2 Nr. 2 Buchstabe a) zur Ermittlung des Grundlohnes indes fest:
„Bei einem monatlichen Lohnzahlungszeitraum ergibt sich die Stundenzahl der regelmäßigen Arbeitszeit aus dem 4,35fachen der wöchentlichen Arbeitszeit. Arbeitszeitausfälle, z. B. durch Urlaub oder Krankheit, bleiben außer Betracht.“

Zur Ermittlung eines durchschnittlichen Stundenlohns (z. B. für die gesetzliche Rentenversicherung) wird meist von der Arbeitszeit der letzten drei Monate ausgegangen. Drei Monate enthalten durchschnittlich 13 Wochen. Daraus ergibt sich wieder eine monatliche Arbeitszeit, die dem 4,33-fachen der Wochenarbeitszeit entspricht (13 Wochen / 3 Monate).
Die Summe der drei Monatsgehälter geteilt durch die 13-fache Wochenarbeitszeit ergibt den Stundenlohn.